# Autoroute A 21
Die Autoroute A 21, auch als Rocade Minière bezeichnet, ist eine französische Autobahn mit Beginn in Aix-Noulette und Ende in Douchy-les-Mines. Sie hat eine Länge von 57 km.

## Geschichte
- 1971: Eröffnung von Dourges bis Lens (A 1 - Abfahrt 13)
- 1971: Eröffnung von Lens bis Loos-en-Gohelle-est (Abfahrt 13 – 9), 1. Fahrbahn
- 1975: Eröffnung von Lens bis Loos-en-Gohelle-est (Abfahrt 13 – 9), 2. Fahrbahn
- 1975: Eröffnung von Loos-en-Gohelle-est bis  Loos-en-Gohelle-ouest (Abfahrt 9 – 8)
- 1976: Eröffnung von Loos-en-Gohelle-ouest bis Aix-Noulette (Abfahrt 8 – A 26)
- 1982: Eröffnung von Hénin-Beaumont bis Auby (A 1 – RD621)
- 2009: Eröffnung von Auby bis Flers-en-Escrebieux (RD621 – A 2)

## Großstädte an der Autobahn
- Liévin
- Lens
- Douai
- Denain